# غاري ألين
غاري ألين (بالإنجليزية: Gary Allen)‏ هو لاعب كرة القدم الكندية أمريكي، ولد في 23 أبريل 1960 في بالدوين بارك في الولايات المتحدة.

## وصلات خارجية
- غاري ألين على موقع مرجع كرة القدم المحترفة.كوم (الإنجليزية)